# Heugas
Heugas é uma comuna francesa na região administrativa da Nova Aquitânia, no departamento Landes. Estende-se por uma área de 18,82 km². Em 2010 a comuna tinha 1 384 habitantes (densidade: 73,5 hab./km²).